# Herta Müller
Herta Müller (ur. 17 sierpnia 1953 w Nițchidorf) – niemiecka pisarka urodzona w rumuńskim Banacie. W 1987 roku wyemigrowała i osiedliła się w Berlinie Zachodnim. W 2009 roku została laureatką literackiej Nagrody Nobla.

## Życiorys
Herta Müller urodziła się w rodzinie niemieckiej mniejszości, w wielokulturowym Banacie w Republice Ludowej Rumunii. Byłą wnuczką zamożnego wieśniaka i kupca wywłaszczonego przez rząd komunistyczny. Jej ojciec był podczas wojny żołnierzem Waffen-SS, w 10 Dywizji Pancernej „Frundsberg”. Po wojnie pracował jako kierowca ciężarówek. Matka Herty po wojnie została wywieziona wraz z innymi Niemcami banackimi na kilka lat do ZSRR na przymusowe prace. W wieku 15 lat Herta Müller dostała się do niemieckojęzycznego liceum w Timișoarze i dopiero tam nauczyła się języka rumuńskiego. Po maturze od 1973 roku do 1976 studiowała germanistykę i rumunistykę na Uniwersytecie Zachodnim w Timișoarze. W 1976 roku podjęła pracę jako tłumaczka tekstów technicznych w fabryce maszyn, jednak w 1979 roku, po odmowie współpracy z Securitate (Departament Bezpieczeństwa Narodowego), straciła posadę. Przez pewien czas nauczała w Nikolaus-Lenau-Liceum, do którego sama uczęszczała. Zarabiała również pracując w przedszkolu i udzielając prywatnych lekcji języka niemieckiego. W 1987 roku wraz ze swoim ówczesnym mężem, Richardem Wagnerem, emigrowała i osiedliła się w Berlinie Zachodnim. Pracowała jako artysta-rezydent i profesor wizytujący na kilku uniwersytetach w Niemczech i za granicą (Tybinga, Kassel) oraz na Wolnym Uniwersytecie w Berlinie.

## Publikacje
Polskie tłumaczenia:
- Sercątko, przeł. Alicja Buras, Wydawnictwo Czarne, Wołowiec 2003, ISBN 83-87391-74-3.
- Dziś wolałabym siebie nie spotkać, przeł. Katarzyna Leszczyńska, Wydawnictwo Czarne, Wołowiec 2004, ISBN 83-87391-95-6.
- Lis już wtedy był myśliwym, przeł. Alicja Rosenau, Wydawnictwo Czarne, Wołowiec 2005, ISBN 83-89755-39-4.
- Król kłania się i zabija, przeł. Katarzyna Leszczyńska, Wydawnictwo Czarne, Wołowiec 2005, ISBN 83-89755-22-X.
- Niziny, przeł. Katarzyna Leszczyńska, Wydawnictwo Czarne, Wołowiec 2006, ISBN 83-89755-60-2.
- Człowiek jest tylko bażantem na tym świecie, przeł. Katarzyna Leszczyńska, Wydawnictwo Czarne, Wołowiec 2006, ISBN 83-89755-54-8.
- Głód i jedwab, przeł. Katarzyna Leszczyńska, Wydawnictwo Czarne, Wołowiec 2008, ISBN 978-83-7536-020-2.
- Huśtawka oddechu, przeł. Katarzyna Leszczyńska, Wydawnictwo Czarne, Wołowiec 2010, ISBN 978-83-7536-200-8.
- Nadal ten sam śnieg i nadal ten sam wujek, przeł. Katarzyna Leszczyńska, Wydawnictwo Czarne, Wołowiec 2014, ISBN 978-83-7536-535-1.

## Nagrody
Otrzymała między innymi następujące nagrody:
- 1981: Adam-Müller-Guttenbrunn-Förderpreis des Temeswarer Literaturkreises
- 1982: Literaturpreis des VKJ und Debütpreis des rumänischen Schriftstellerverbandes für Niederungen
- 1984: Aspekte-Literaturpreis(inne języki)
- 1985: Rauriser Literaturpreis(inne języki)
- 1985: Förderpreis zum Literaturpreis der Stadt Bremen
- 1987: Ricarda-Huch-Preis(inne języki)
- 1989: Marieluise-Fleißer-Preis(inne języki)
- 1989: Deutscher Sprachpreis(inne języki), wraz z nią nagrodę otrzymali Gerhardt Csejka, Helmuth Frauendorfer, Klaus Hensel, Johann Lippet, Werner Söllner, William Totok, Richard Wagner
- 1990: Roswitha-Preis(inne języki)
- 1991: Kranichsteiner Literaturpreis
- 1992: Deutscher Kritikerpreis(inne języki)
- 1994: Kleist-Preis
- 1995: Europäischer Literaturpreis
- 1995/1996: Stadtschreiberin von Bergen
- 1997: Literaturpreis der Stadt Graz
- 1998: Brüder-Grimm-Professur(inne języki)
- 1998: Ida-Dehmel-Literaturpreis(inne języki)
- 1998: International IMPAC Dublin Literary Award (za powieść Sercątko)
- 1999: Franz-Kafka-Preis der Stadt Klosterneuburg
- 2001: Cicero-Rednerpreis
- 2001: Tübinger Poetik-Dozentur
- 2002: Carl-Zuckmayer-Medaille
- 2003: Joseph-Breitbach-Preis
- 2004: Literaturpreis der Konrad-Adenauer-Stiftung(inne języki)
- 2005: Berliner Literaturpreis
- 2006: Würth-Preis für Europäische Literatur
- 2006: Walter-Hasenclever-Literaturpreis
- 2007/2008: Stipendium Internationales Künstlerhaus Villa Concordia
- 2009: Ehrengabe der Heinrich-Heine-Gesellschaft
- 2009: Literacka Nagroda Nobla
- 2009: Franz-Werfel-Menschenrechtspreis, verliehen vom Zentrum gegen Vertreibungen des Bund der Vertriebenen
- 2010: Hoffmann-von-Fallersleben-Preis für zeitkritische Literatur der Hoffmann-von-Fallersleben-Gesellschaft in Wolfsburg
- 2010: Großes Verdienstkreuz mit Stern des Verdienstordens der Bundesrepublik Deutschland
- 2010: Ehrendoktorwürde der Seoul Women’s University (Korea)
- 2011: Samuel-Bogumil-Linde-Preis
- 2011: Monismanien-Preis
- 2012: Ehrendoktorwürde der Fakultät für Kulturwissenschaften der Universität Paderborn, der Swansea University (UK), des Dickinson College in Carlisle (USA)
- 2012: Bayerischer Maximiliansorden für Wissenschaft und Kunst
- 2014: Hannelore-Greve-Literaturpreis
- 2015: Heinrich-Böll-Preis(inne języki), Literaturpreis der Stadt Köln
- 2015: Friedrich-Hölderlin-Preis(inne języki) der Universität und der Universitätsstadt Tübingen

## Publikacje
Proza
- Niederungen. Prosa. Bukarest 1982 zensierte Fassung; Berlin 1984 und öfter, vollständige Fassung[Anmerkung 2] (Neuere Ausgabe: Rotbuch, Berlin 1988, ISBN 3-88022-729-2).
- Drückender Tango. Erzählungen. Bukarest 1984, Rowohlt, Reinbek bei Hamburg 1988 & 1996[Anmerkung 3] (Neuere Ausgabe: rororo 22080, ISBN 3-499-22080-6).
- Der Mensch ist ein großer Fasan auf der Welt. Rotbuch, Berlin 1986, ISBN 3-88022-730-6.
- Geschichten. In: Akzente, Dezember 1987, H. 6., s. 509–513.
- Wer nur Luft berührt… u. a. kurze Geschichten. In Günter Kunert (Hrsg.).: Aus fremder Heimat. Zur Exilsituation heutiger Literatur. Hanser, München 1988, ISBN 3-446-15309-8 (= Dichtung und Sprache, Band 8, s. 78–82.).
- Barfüßiger Februar. Berlin 1987, ISBN 3-88022-024-7.
- Reisende auf einem Bein. In: manuskripte, Graz 1989, Nr. 103, Jg. 29, s. 40–44. Erstfassung
- Reisende auf einem Bein. Rotbuch, Berlin 1989, ISBN 3-88022-747-0.
- Der Teufel sitzt im Spiegel. Wie Wahrnehmung sich erfindet. Berlin 1991, ISBN 3-88022-767-5.
- Der Fuchs war damals schon der Jäger. Rowohlt, Reinbek bei Hamburg 1992, ISBN 3-498-04352-8.
- Eine warme Kartoffel ist ein warmes Bett. Hamburg 1992, ISBN 3-434-50014-6.
- Angekommen wie nicht da. Meranier-Gymnasium, Lichtenfels 1994 (= Leseheft des Meranier-Gymnasiums zur Dichterlesung, Band 9).
- Herztier. Rowohlt, Reinbek bei Hamburg 1994, ISBN 3-498-04366-8.
- Hunger und Seide. Rowohlt, Reinbek bei Hamburg 1995, ISBN 3-498-04373-0.
- In der Falle. Göttingen 1996, ISBN 3-89244-235-5.
- Heute wär ich mir lieber nicht begegnet. Rowohlt, Reinbek bei Hamburg 1997, ISBN 3-498-04389-7.
- Die Klette am Knie. Prosagedicht. In: Akzente (Zeitschrift), Jg. 44, H. 2/ April 1997, s. 104–112, ISSN 0002-3957, ISBN 3-446-23174-9.
- Der fremde Blick oder Das Leben ist ein Furz in der Laterne. Göttingen 1999, ISBN 3-89244-359-9.
- Heimat ist das, was gesprochen wird. Blieskastel 2001, ISBN 3-935731-08-6.
- Der König verneigt sich und tötet. Hanser, München u. a. 2003, ISBN 3-446-20353-2.
- Der Blick der kleinen Bahnstationen. In: Horch und Guck. 18. Jahrgang, Heft 64, 2/2009
- Atemschaukel. Roman. München 2009, ISBN 978-3-446-23391-1.
- Cristina und ihre Attrappe oder Was (nicht) in den Akten der Securitate steht. Göttingen 2009, ISBN 978-3-8353-0628-8.
- Immer derselbe Schnee und immer derselbe Onkel. Hanser, München u. a. 2011, ISBN 978-3-446-23564-9 und Fischer Taschenbuch, Frankfurt am Main, 2013, ISBN 978-3-596-19392-9.

Liryka
- Der kalte Schmuck des Lebens. Texte. Ursus Press 05, Berlin 1987 (35 nummerierte und signierte Exemplare)
- Der Teufel sitzt im Spiegel. Wie Wahrnehmung sich erfindet. Rotbuch Verlag, Berlin 1991, ISBN 3-88022-767-5.
- Der Wächter nimmt seinen Kamm. Rowohlt, Reinbek bei Hamburg 1993, ISBN 3-498-04354-4.
- Im Haarknoten wohnt eine Dame. Rowohlt, Reinbek bei Hamburg 2000, ISBN 3-498-04474-5.
- Este sau nu este Ion. Iași 2005 (in rumänischer Sprache), ISBN 973-681-994-9.
- Die blassen Herren mit den Mokkatassen. Hanser Verlag, München 2005, ISBN 3-446-20677-9.
- elf Jahre später gegen Abend. 16 Collagen von Herta Müller. BUCHENpresse Dresden 2008 (12 Exemplare)
- Vater telefoniert mit den Fliegen. Hanser Verlag, München 2012, ISBN 978-3-446-23857-2. Taschenbuchausgabe 2014, ISBN 978-3-596-19826-9.
- „Unser Leben/ war kompliziert in 7 Arten”. 10 Collagen. In: Norbert Otto Eke (Hrsg.): Ehrenpromotion der Fakultät für Kulturwissenschaften der Universität Paderborn an Herta Müller. Paderborn, 29. Oktober 2012. [Cover: Verleihung der Ehrendoktorwürde an Herta Müller]. Paderborn, Universität, 2013, s. 28–38.
- Collage Poems. In: Herta Müller. Politics and aesthetics. Edited by Bettina Brandt and Valentina Glajar. University of Nebraska Press, Lincoln 2013, ISBN 978-0-8032-4510-5, s. 31–35.

Eseje
- Wenn wir schweigen, werden wir unangenehm – wenn wir reden, werden wir lächerlich. Kann Literatur Zeugnis ablegen? In: Heinz Ludwig Arnold (Hrsg.): Text und Kritik. Zeitschrift für Literatur. Themenheft Herta Müller, Nr. 155, Heft 7/2002, s. 6–17.
- „Herzwort und Kopfwort. Erinnerung ans Exil.” In: Was hat der Holocaust mit mir zu tun? 37 Antworten. Herausgegeben von Harald Roth Inhaltsverzeichnis, Pantheon, München 2014, ISBN 978-3-570-55203-2, s. 119–129.
- Schönheit ist politisch. In: Die Welt. 27. September 2014 (Vorabdruck aus: Ein Hauch von Lippenstift für die Würde. Weiblichkeit in Zeiten großer Not. Herausgegeben von Henriette Schroeder. Elisabeth Sandmann Verlag, München 2014, ISBN 978-3-938045-91-6).
- Hunger und Seide. Essays, Hanser, München 2015, ISBN 978-3-446-24765-9.
- Herzwort und Kopfwort. Mit Fotografien von Jörn Vanhöfen. Verlag Thomas Reche, Neumarkt 2016, ISBN 978-3-929566-70-3.

Wywiady i odczyty
- Wie Wahrnehmung sich erfindet. Paderborner Universitätsreden, Heft 20, Paderborn 1990.
- Der Teufel sitzt im Spiegel. Wie Wahrnehmung sich erfindet. Rotbuch Verlag, Berlin 1991, ISBN 3-88022-767-5.
- Eine Fliege kommt durch einen halben Wald. In: Literarisches aus erster Hand. 10 Jahre Paderborner Gast-Dozentur für Schriftsteller. Hg. Hartmut Steinecke. Igel, 1994, ISBN 3-927104-77-9, s. 173–186 (zuerst: Kursbuch (Zeitschrift) 110, Dezember 1992, s. 25–34)
- „Sag, daß du fünfzehn bist” – weiter leben, zweiter Teil des gemeinsamen Beitrags Dagmar von Hoff, Herta Müller: Erzählen, Erinnern und Moral. Ruth Klügers weiter leben. Eine Jugend (1992), in: Erinnerte Shoah. Die Literatur der Überlebenden = The shoah remembered. Walter Schmitz (Hrsg.), Thelem, Dresden 2003, s. 203–222, 2. Teil s. 209–221.
- Mir war der rumänische Fasan immer näher als der deutsche Fasan. Ich will mit Utopien nichts mehr zu tun haben. Herta Müller im Gespräch mit Carlos A. Aguilera. In: Akzente, H. 5/2008, s. 401–411.
- Tübinger Poetik Vorlesungen. Hörbuch. konkursbuch, Tübingen 2009, ISBN 978-3-88769-188-2.
- „Ich glaube nicht an die Sprache.” Herta Müller im Gespräch mit Renata Schmidtkunz. Buch mit CD. Wieser, Klagenfurt 2009, ISBN 978-3-85129-860-4.
- „Ich hatte so viel Glück!” Ein Gespräch mit Herta Müller. Herta Müller im Gespräch mit Ulrich Greiner.
- Gespräch mit Herta Müller auf der Frankfurter Buchmesse 2009 über ihren neuen Roman „Atemschaukel”, mit Maritta Hübinger, Deutschlandradio Kultur, Radiofeuilleton, 17. Oktober 2009, 11:05 Uhr
- „Lebensangst und Worthunger”. Im Gespräch mit Michael Lentz. Leipziger Poetikvorlesung 2009. Suhrkamp, Berlin 2010, ISBN 978-3-518-12620-2.
- Mein Vaterland war ein Apfelkern. Ein Gespräch mit Angelika Klammer. Carl Hanser, München 2014, ISBN 978-3-446-24835-9.
- Herta Müller, The Art of Fiction No. 225, Herta Müller im Gespräch mit Philip Boehm. In: Paris Review. Fall 2014, in englischer Sprache
- Die Angstherrscher beherrschen das Angstvolk, Die Welt, Dezember 2016

## Adaptacje
Audiobooki
- Die Nacht ist aus Tinte gemacht. Herta Müller erzählt ihre Kindheit im Banat. Konzeption/Regie: Thomas Böhm und Klaus Sander, Berlin: supposé 2009, ISBN 978-3-932513-88-6.
- Atemschaukel. Gekürzte Lesung/ HR2 Kultur. Gelesen von Ulrich Matthes. 5 CDs (391 Min.), HörbuchHamburg 2009, ISBN 978-3-89903-686-2.
- Atemschaukel. Das Hörspiel. Regie Kai Grehn, mit Alexander Fehling, Vadim Glowna, Otto Mellies, Dagmar Manzel, Lars Rudolph, Bernd Stegemann u. a. NDRKultur und HörbuchHamburg 2010, ISBN 978-3-89903-697-8.
- Niederungen. Eine Auswahl. Gelesen von Marlen Diekhoff, Albert Kitzl und Herta Müller. HörbuchHamburg 2010, ISBN 978-3-89903-622-0.
- Heute wär ich mir lieber nicht begegnet. Gelesen von Marlen Diekhoff, HörbuchHamburg 2010, ISBN 978-3-89903-241-3.
- Herztier. Gelesen von Katja Riemann, HörbuchHamburg 2011, ISBN 978-3-89903-150-8.
- Jürgen Fuchs: Das Ende einer Feigheit. Mit der Einführung Der Blick der kleinen Bahnstationen. gelesen von Herta Müller. Hg. von Doris Liebermann, HörbuchHamburg 2010/2011, ISBN 978-3-89903-089-1.
- Eine Fliege kommt durch einen halben Wald. Monolog, gesprochen von Angela Winkler, HörbuchHamburg 2011, ISBN 978-3-89903-149-2.
- Der Mensch ist ein großer Fasan auf der Welt. Gelesen von Matthias Brandt, HörbuchHamburg 2011, ISBN 978-3-89903-315-1.
- Immer derselbe Schnee und immer derselbe Onkel. Ausgewählte Reden und Aufsätze, mit der Nobelvorlesung und der Tischrede im Originalton. Regie: Margrit Osterwold. 4 CDs (220 Min.), Hörbuch Hamburg, Hamburg, 2013, ISBN 978-3-89903-395-3.
- Zeit ist ein spitzer Kreis. Hörstück. Stimmen: Herta Müller, Michael Lentz. Realisation: Michael Lentz. BR Hörspiel und Medienkunst 2014.
  - Hörbuchedition: 1 CD, intermedium records 059, belleville Verlag München, 2014, ISBN 978-3-943157-59-8.
  - mp3-Download: BR Hörspiel Pool
- größer minus größer. Lautkomposition aus Collagen von Herta Müller von Josef Anton Riedl und Michael Lentz. Sprecher: Michael Hirsch und Michael Lentz. BR Hörspiel und Medienkunst 2014.
  - Hörbuchedition: 1 CD, intermedium records 060, belleville Verlag München, 2014, ISBN 978-3-943157-60-4.
  - mp3-Download: BR Hörspiel Pool

Sztuki tetralne
- Herztier. UA Maxim Gorki Theater Berlin am 20. April 2009. Regie Felicitas Bruckner, mit Anja Schneider
- Niederungen. UA Staatstheater Temeswar am 29. September 2012. Regie Niky Wolcz
- Reisende auf einem Bein. Deutsches Schauspielhaus in Hamburg am 25. September 2015. Regie Katie Mitchell, mit Julia Wieninger als Irene

Ekranizacje filmowe
- 1993: Vulpe – vânător (Der Fuchs – Der Jäger), Regie: Stere Gulea